# 4つの即興曲 D 899

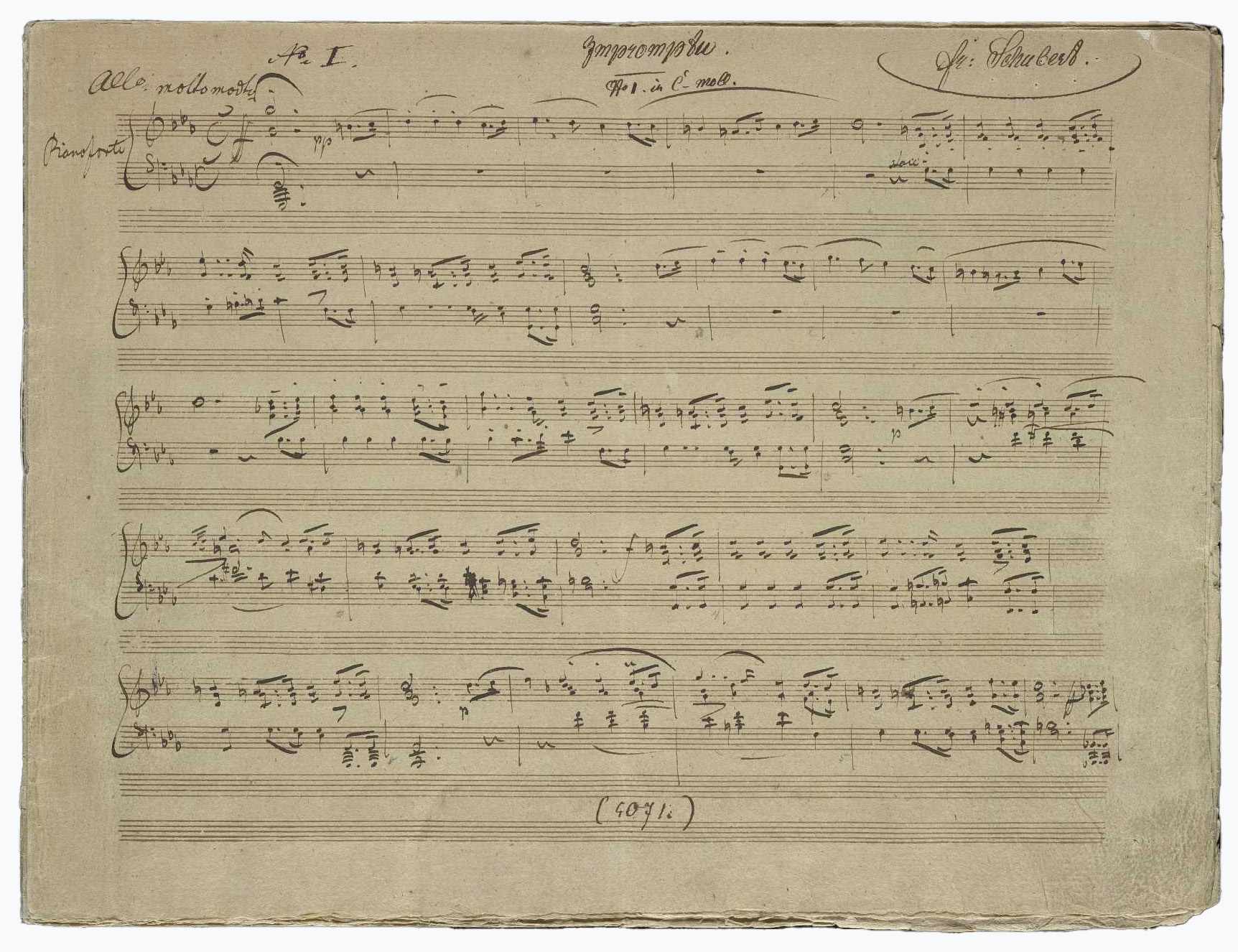
『4つの即興曲』（作品90, D 899）の自筆譜

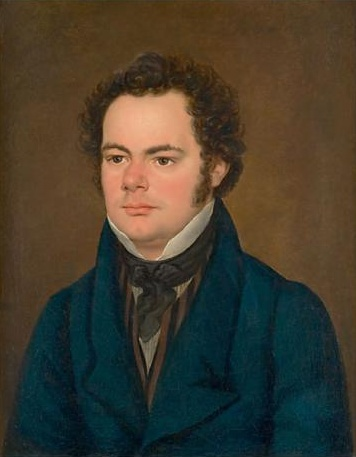
シューベルトの肖像画（1827年）

4つの即興曲 作品90, D 899 は、フランツ・シューベルトが最晩年の1827年に作曲したピアノ独奏のための即興曲。

## 概要
シューベルトは非常に多作な作曲家であり、病気や金銭面での苦悩にもかかわらず、最晩年の1820年代後半に膨大な量の作品を生み出した。この曲集は1827年の特に創造的な時期に作曲され、同時期に作曲されたものとしては『4つの即興曲』（作品142, D 935）、『ピアノ三重奏曲第1番 変ロ長調』（作品99, D 898）、『同第2番 変ホ長調』（作品100, D 929）、『ヴァイオリンとピアノのための幻想曲 ハ長調』（D 934）など約30曲あまりの作品がある。
「即興曲」というタイトルはトビアス・ハスリンガーの出版社により与えられたものであり、ハスリンガーによって作曲年に第1番と第2番のみが出版され、第3番と第4番はシューベルトの死後29年が経過した1857年に、息子のカール・ハスリンガーによって出版されたが、なぜ後半の2曲の出版が遅れたかはわかっていない。

## 曲の構成
構成的な追求よりも自由な旋律美を優先させており、同時期に作曲された作品142（D 935）がひとつのソナタに見立てられるのと異なり、それぞれが自由に彩りある個性を見せている。また、おおむね三部形式であるが調性が不安定で、原調に解決しないまま終わっている作品が多い。シューベルトのピアノソナタや『さすらい人幻想曲』（作品15, D 760）ほどは難しくないため、よくピアノ学習の教材としても扱われる。

### 第1番 ハ短調
アレグロ・モルト・モデラート、ハ短調、4分の4拍子、自由な変奏曲形式。
序奏はG音のオクターヴで始まり、右手の単旋律のみの主題が寂しげな効果を出している。第1変奏では3連符の分散和音の伴奏に乗って旋律が変イ長調で響き、後半ではそれが低音部に移る。そのあと推移部が置かれ、第2変奏へと続く。
第2変奏で使われる3連符のリズムによる和音連打の形は第1変奏の推移部で既に現れていたものであり、この変奏はやや展開部風な扱いとなっている。
第3変奏はト短調で、16分音符で音型を伴った旋律で書かれ、保持音としての弾き方が要求され、同時に半拍遅れの低音の動きもきわめて重要な音である。また、第4変奏に入る前に第1・2変奏の間に置かれていたのと同じ推移部が現れ、この推移部の途中で♭3つの調号が消されるが、完全にハ長調となるのは第4変奏に入ってから8小節後となる。
第4変奏の扱いは第2変奏とほぼ同じ方法が採られ、これにコーダが付けられる。最後はハ長調の主和音が最弱音で鳴らされ、静かに曲が終わる。
冒頭と移調する主題は、翌1828年に作曲する『ピアノソナタ第21番 変ロ長調』（D 960）の第4楽章に同様の構成を彷彿させる旋律になっている。

### 第2番 変ホ長調
アレグロ、変ホ長調、4分の3拍子、コーダが付いた複合三部形式（またはロンド形式）。
本曲集の中で最も有名な曲であり、カール・チェルニーの練習曲に似た3連符の無窮動であり、音階が中心なのでピアニスティックな技巧を見せつけている。動きの速い部分を前後に置き、その間にロ短調の舞曲風な中間部が置かれる。コーダは中間部と同様の手法で書かれ、最後は同主調である変ホ短調で終わっている。
また、この曲は後にヨハネス・ブラームスが左手用の練習曲として編曲している。

### 第3番 変ト長調
アンダンテ、変ト長調、2分の4拍子、三部形式。
落ち着いた和声に中声部の6連符アルペッジョが装飾を施す構造で書かれ、メンデルスゾーンの無言歌の手法を思わせる。シューベルト自身によって2分の2拍子を表す記号（アラ・ブレーヴェ）が2つ並べられているので、これは「2分の4拍子」と解釈できる。またシューベルトのピアノ曲のうち、変ト長調で書かれた唯一の曲であり、当時としては珍しい変ト長調という調性の選択は、前曲のラストが変ホ短調で終わっているため、統一性をもたせるために平行調であるこの調が選ばれたと考えられる。中間部は変ホ短調となるが、手法は第1部と同じであり、低音部に特徴のある音の動きが添えられる。
なお、出版時は調号が多いことに起因する譜読みの難しさなど、アマチュア演奏家への配慮から、半音上のト長調に移調され、拍子も2分の2拍子に変更されていた。

### 第4番 変イ長調
アレグレット、変イ長調、4分の3拍子、複合三部形式。
調号は変イ長調であるが、最初は変イ短調のアルペッジョで始まり、徐々に変イ長調へと変化していく。演奏も比較的容易なため、本曲集の中では第2番と共に親しまれている。中間部はエンハーモニックな下属調の嬰ハ短調で、暗い情熱が迸る。